# 成田国際空港郵便局
成田国際空港郵便局（なりたこくさいくうこうゆうびんきょく）は、千葉県成田市の成田国際空港貨物地区内にかつて存在した郵便局である。

## 概要
1985年7月1日、国際郵便の交換業務を専門に取り扱う「国際郵便交換局」（郵便事業専門の無集配普通郵便局）として新東京国際空港（当時）の敷地内に開局した。 
2013年7月1日、廃止。国際郵便物の業務は川崎東郵便局へ、成田国際空港内にあった分室は成田郵便局へ、それぞれ移管された。 
また成田空港内には、成田国際空港郵便局や分室とは別に、一般の郵便、貯金、保険の窓口として、成田空港内郵便局（第1旅客ターミナルビル2階）と成田空港内第二郵便局（第2旅客ターミナルビル2階）が設置されていた。しかし2012年3月16日、郵政グループ全体の経営改善を図るためとして廃止された。廃止に伴い、両郵便局の取扱事務は三里塚郵便局に引き継がれた。 

### 分室
- 第1旅客ビル内分室 - 第1旅客ターミナルビル4階
- 第2旅客ビル内分室 - 第2旅客ターミナルビル3階

ともに窓口はゆうゆう窓口（郵便業務専用）のみ。

## 沿革
- 1985年（昭和60年）
  - 7月1日 - 東京国際郵便局成田分室を廃止し、新東京国際空港郵便局として開局。
  - 11月1日 - 北ウイング分室を設置。
- 1989年（平成元年）4月1日 - 南ウイング分室を設置。
- 1992年（平成4年）12月6日 - 北ウイング分室を第2旅客ビル内分室と改称。
- 1999年（平成11年）3月16日 - 南ウイング分室を第1旅客ビル内分室と改称。
- 2004年（平成16年）4月1日 - 局名を成田国際空港郵便局に改称。
- 2007年（平成19年）10月1日 - 民営化に伴い郵便事業株式会社の支店となり、名称を成田国際空港支店に改称。
- 2012年（平成24年）10月1日 - 郵便事業株式会社と郵便局株式会社の統合に伴い日本郵便株式会社の郵便局となり、名称を成田国際空港郵便局に改称。
- 2013年（平成25年）6月17日 - 航空便の国際郵便交換業務を川崎東郵便局に移管[1]。
- 2013年（平成25年）7月1日 - 廃局。同局で行われていた国際郵便物の業務は、川崎東郵便局に移管。分室は成田郵便局管轄に移管[2]。